# USS LST-461
O USS LST-461 foi um navio de guerra norte-americano da classe LST que operou durante a Segunda Guerra Mundial.